# Maximilià III Josep de Baviera

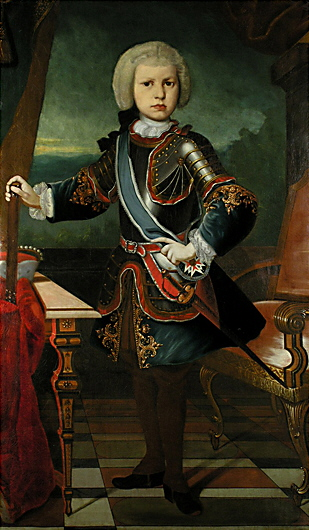
L'elector Maximilià III Josep de Baviera essent una criatura.

Maximilià III Josep de Baviera (28 de març de 1727, Múnic - 1777) fou Elector de Baviera (1745 - 1777). Esdevingué el darrer membre de la branca primogènita de la dinastia Wittelsbach. A la seva mort n'heretà els territoris bavaresos l'elector palatí, Carles Teodor del Palatinat.
Nat a Múnic, era fill de l'elector i emperador Carles VII del Sacre Imperi Romanogermànic i de l'arxiduquessa Maria Amàlia d'Àustria. Maximilià Josep era net per via paterna de l'elector Maximilià II Manuel de Baviera i de la princesa Teresa Cunegunda Sobieski; mentre que per via materna ho era de l'emperador Josep I del Sacre Imperi Romanogermànic i de la duquessa Guillemina Amàlia de Brunsvic-Lüneburg.
A la mort del seu pare, l'any 1745, heretà l'Electorat de Baviera, involucrat de ple en la Guerra de Successió Austríaca i havent, l'exèrcit austríac, ocupat l'electorat. Ràpidament, Maximilià III Josep signà la pau amb l'arxiduquessa Maria Teresa I d'Àustria que reconegué com a sobirana d'Àustria, i amb el seu espòs, l'emperador Francesc I del Sacre Imperi Romanogermànic que reconegué com a emperador del Sacre Imperi Romanogermànic a través del Tractat de Füssen.
Maximilià Josep es mostrà un governant capaç i amb una gran força per desenvolupar i millorar la qualitat de vida dels bavaresos. Així, l'any 1747 establí a Nymphenburg una fàbrica de porcellana. A més a més fundà l'Acadèmia Bavaresa de les Ciències. També és obra de Maximilià Josep la construcció del Teatre Cuvilliés a Múnic on s'interpretaren diverses obres de Mozart per primera vegada.
A la seva mort, l'any 1777, esclatà la Guerra de Successió Bavaresa. El resultat d'aquesta fou la consolidació al tron de l'elector palatí Carles II Teodor de Baviera. Gràcies a aquest resultat s'uniren els territoris de Baviera i del Palatinat que havien estat separats d'ençà el segle xiv.